# CW-34
Der CW-34 (aus dem Polnischen Ciągnik Ewakuacyjny; wörtlich auf Deutsch: Evakuierungsschlepper) war ein polnischer leichter Bergepanzer aus den 1950er-Jahren, der auf dem Fahrgestell des T-34/85 basierte. In der VR Polen war der WPT-34 die erste Bergepanzer aus eigener Produktion, bei dem allerdings im Wesentlichen konstruktiv auf den tschechoslowakischen VT-34 zurückgegriffen wurde. Anders als beim WPT-34, handelte es sich beim CW-34 um neu gebaute Fahrzeuge.

## Technik
Der 21 Tonnen schwere CW-34-Bergepanzer war mit einer Winde am Heck und einem manuell zu bedienendem Kran ausgestattet. Der nicht schwenkbar Kranausleger ist eine einfache Konstruktion, mit welcher maximal 1000 kg angehoben werden konnten. Für das Auswechseln von Panzermotoren ist dies aber ausreichend.
Auf dem Panzer befanden sich quadratische Holz- und Metallaufbauten für den Transport von Ersatzteilen. Ein großer Erdsporn am Heck diente zum Abstützen beim Einsatz der Winde. Der CW-34 hatte fünf Mann Besatzung.

## Ausrüstung
Das Fahrzeug war auftragsentsprechend mit diversem Material ausgestattet:
- 1 Seilwinde
- 1 Kran mit einer maximalen Hubkraft von max. 10 kN
- Diverse Werkzeuge
- Handfeuerwaffen